# Harry Wills
Harry Wills (* 15. Mai 1889 in New Orleans; † 21. Dezember 1958 in New York) war ein US-amerikanischer Schwergewichtsboxer.
Er war ein etwa 100 kg schwerer Mann und so gut, dass der deutlich kleinere Champion Jack Dempsey nicht gegen ihn antrat. (Vgl. Peter Jackson (Boxer))
Wills besiegte mehrfach Sam Langford, auch ein gefährlicher Afroamerikaner, der keinen Titelkampf bekam sowie den argentinischen Dempsey-Herausforderer Luis Firpo.
Am Ende seiner Karriere trauten sich doch einige Weiße, gegen ihn anzutreten und er unterlag Jack Sharkey und Paolino Uzcudun.
1992 wurde er in die International Boxing Hall of Fame aufgenommen.